# My Brave Face

My Brave Face est une chanson de Paul McCartney figurant sur l'album Flowers in the Dirt sorti en 1989. Cette chanson est signée Paul McCartney-Mac Manus (véritable nom d'Elvis Costello).

## Anecdote
Paul McCartney a dit au sujet de cette chanson :
« C'est le premier 45 tours extrait de l'album et nous l'avons composé ensemble. Comme je l'ai dit, après avoir chacun trouvé nos positions, nous avons commencé à composer des titres sans aucun à priori, et l'un  d'eux, après en avoir écrit quelques'uns, s'appelait My Brave Face. Il était bon. La collaboration de chacun de nous était équilibrée et lorsqu'il me semblait que quelque chose n'allait pas, j'avais juste à dire : je n'aime pas ça. Si Elvis avait une idée qui lui plaisait, alors nous enchaînions et vice-versa. C'était simple. »
À la demande d'Elvis Costello, Paul McCartney utilise sur ce titre sa célèbre basse Hofner.
Pour l'origine de cette collaboration, Paul McCartney explique :
« Je cherchais un collaborateur. Je demandais autour de moi, et quelqu'un m'a suggéré Elvis Costello. J'aimais ce qu'il faisait. Nous nous sommes rencontrés et nous avons passé du bon temps à achever quelques titres qu'il avait commencés. Puis nous nous sommes assis et nous avons décidé de faire une improvisation. Par où commencer ? Je crois que j'ai suggéré Smokey Robinson and the Miracles, un bon point de départ pour tout le monde. Nous avons composé une mélodie qui, pour tout dire, n'avait plus rien à voir avec Smokey Robinson ! »